# Keeskopf
Le Keeskopf est une montagne qui s’élève à 3 081 m d’altitude dans les Hohe Tauern, en Autriche.